# Peter Protschka

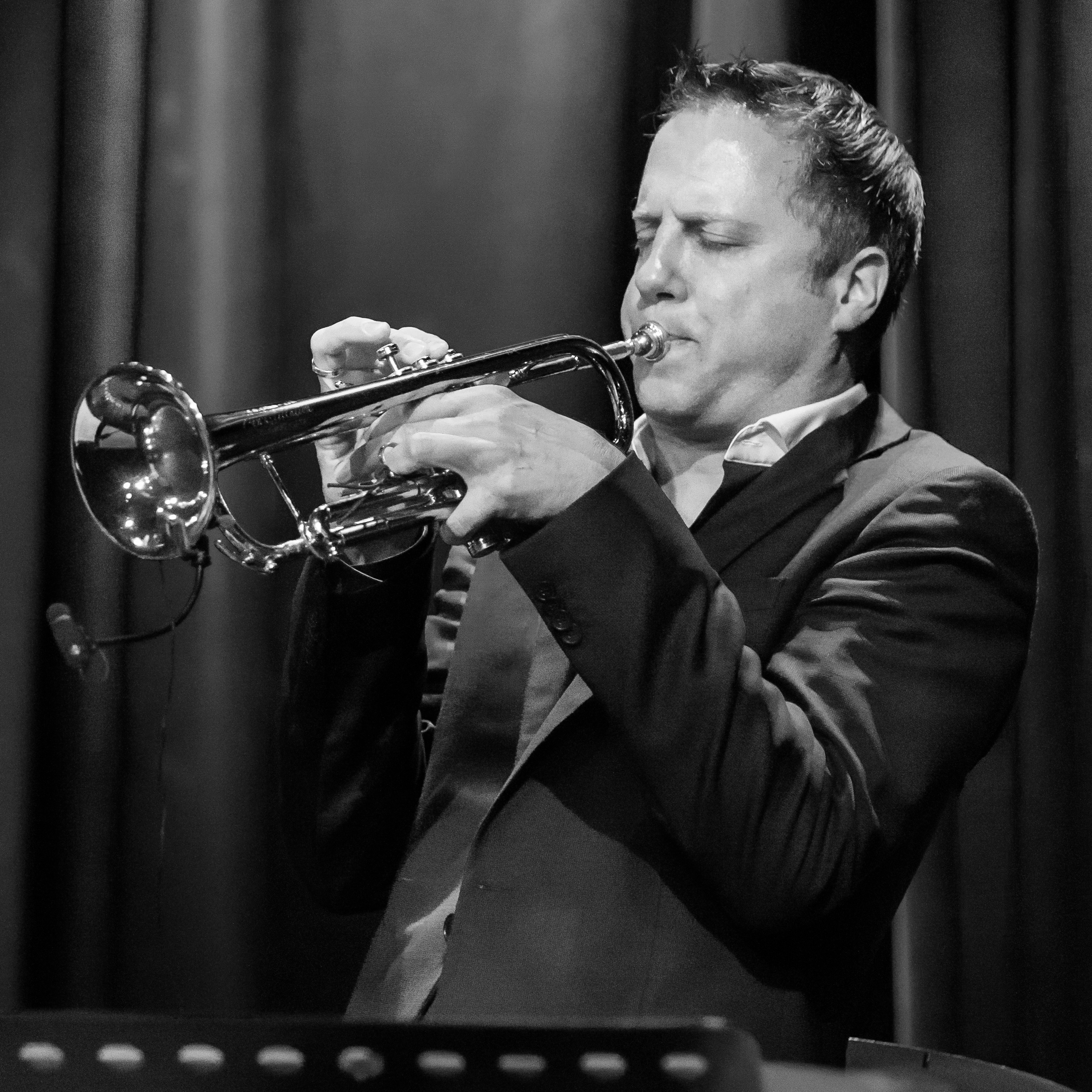
Peter Protschka (2014)

Peter Protschka (* 10. Juni 1977 in Köln) ist ein deutscher Jazztrompeter und -komponist, der auch als klassischer Solist, vor allem in der Alten Musik, zu hören ist.

## Leben
Protschka ist seit seinem Jazzdiplom an der Hochschule für Musik und Darstellende Kunst Mannheim 2003 auf der deutschen und europäischen Szene als Jazzsolist vor allem mit eigenen Gruppen aber auch als gefragter Sideman aktiv. 2005 absolvierte er ein Jazzkonzertexamen an der Hochschule für Musik und Tanz  Köln. Seit 2000 schreibt er auch Musik für seine Formationen, die sich am amerikanischen Postbop-Idiom orientieren, aber immer eine sehr persönliche europäische Note aufweisen.
Seit 2006 erscheinen regelmäßig Veröffentlichungen mit Protschka als Leader oder Sideman mit Musikern wie Paul Heller, Dejan Terzic, Allen Blairman oder Thomas Stabenow. In seinen Bands sind auch live und im Studio immer wieder Musiker wie Jürgen Seefelder, Christian Ramond, Paul Heller, Tony Lakatos, Martin Sasse und der amerikanische in Paris lebende Tenorsaxophonist Rick Margitza zu hören. Mit Letzterem verbindet Protschka inzwischen eine langjährige Zusammenarbeit in seinem jährlich europaweit tourenden Jazzquintett.
2004 wurde er mit dem Jazzstipendium der Kunststiftung Baden-Württemberg ausgezeichnet. 2009 erschienen drei seiner Kompositionen im German Book Vol. 1., einer ausgewählten Sammlung deutscher zeitgenössischer Jazzkompositionen.
2010 erwarb er zudem einen Master of Music im Fach Barocktrompete an der Hochschule für Musik und Tanz Köln. Entsprechend bewegt er sich seitdem auch im Spannungsfeld zwischen europäischer Klassik und Jazz, beschäftigt sich mit Alter Musik auf historischen Instrumenten, ist hier auch mit exponierten Orchestern der Alten Musik Szene zu erleben, arbeitet regelmäßig mit der Sopranistin Anna Herbst und präsentierte im Sommer 2009 erstmals ein Crossover-Programm zwischen Jazz und klassischer Musik zusammen mit seinem Vater Josef Protschka. Die Zusammenarbeit mit seinem Vater dauert bis heute an.

## Diskografie (Auswahl)
- 2002: Open your Eyes
- 2007: Hi Voltage
- 2008: Point of View
- 2009: The Art of the Message
- 2012: Kindred Spirits
- 2015: Twilight Jamboree
- 2022: Peter Protschka Quintet: Hearts and Minds (Double Moon, mit Rick Margitza, Martin Sasse, Martin Gjakonovski und Tobias Backhaus)[2]